# Греческая улица (Одесса)
Греческая — улица в Одессе, в историческом центре города, от Канатной улицы до Преображенской улицы.

## История
Название улицы связано с жившими тут издавна греками.
Одна из старейших улиц Одессы. Дом № 32 (1825, архитектор Франциск Фраполли) считается одним из старейших зданий города.

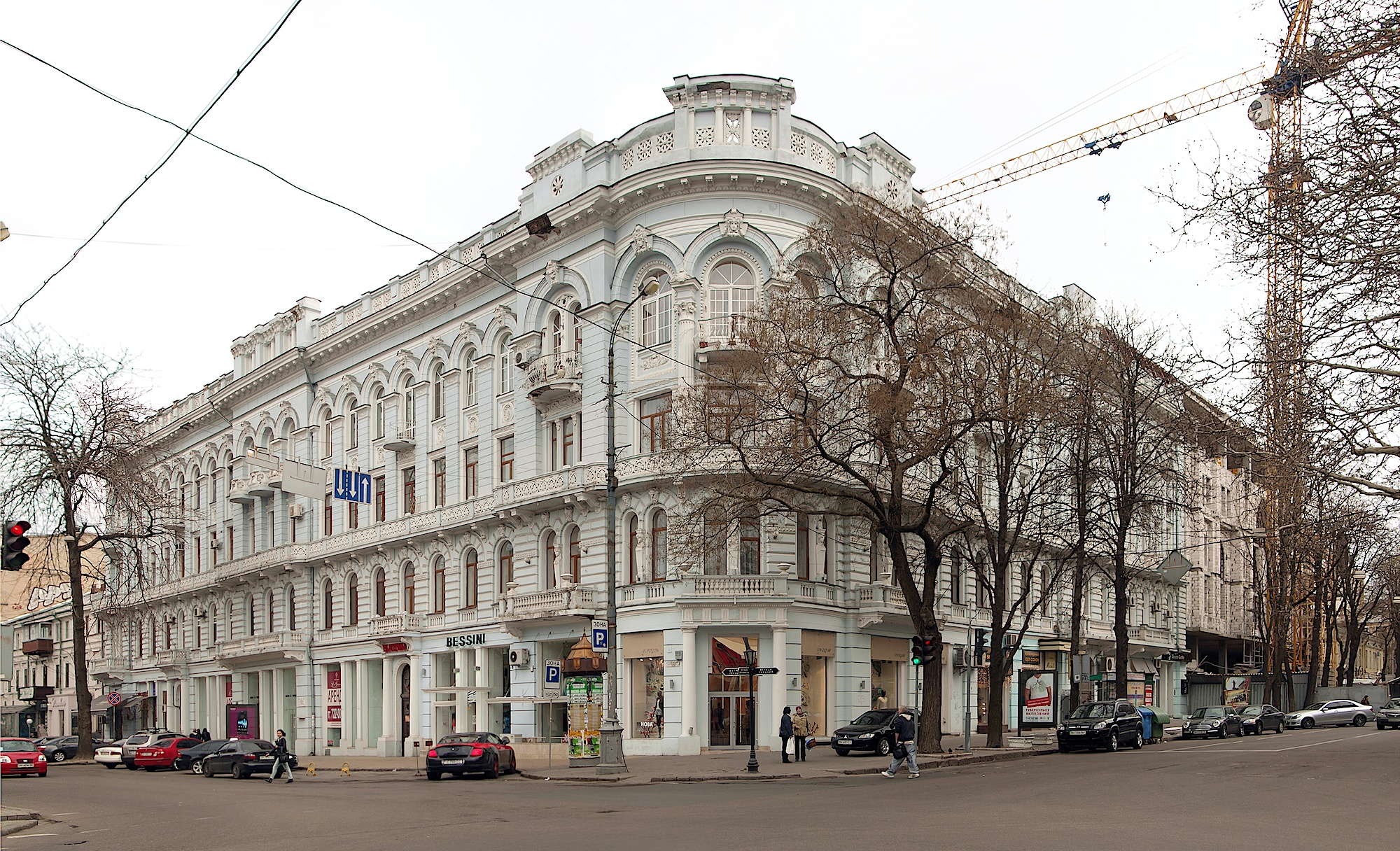
д. 25 — бывший доходный дом Маврокордато

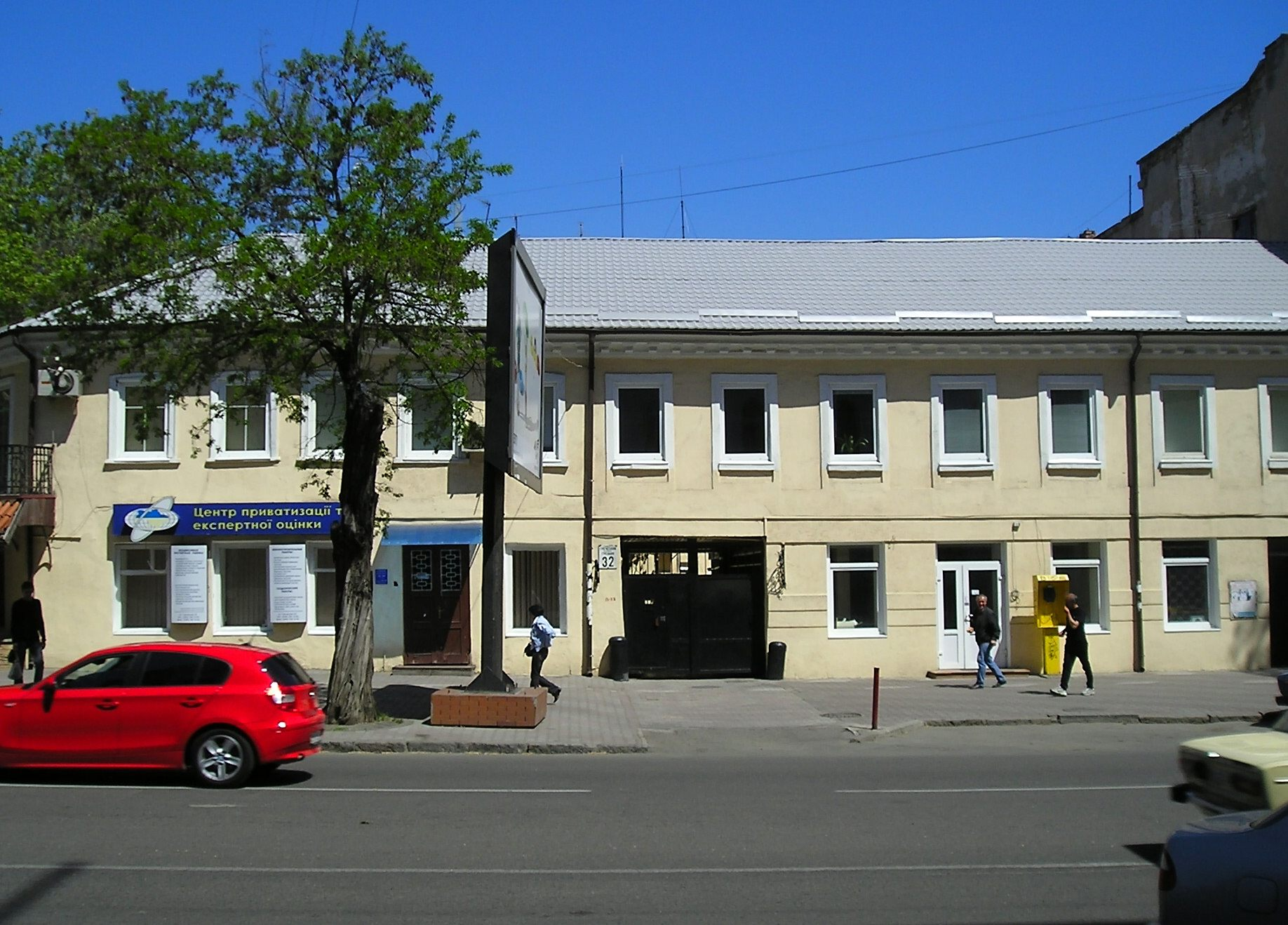
д. 32

В советское время, с 30 апреля 1920 года, носила имя немецкого коммуниста Карла Либкнехта (1871—1919), прежнее название возвращено 6 марта 1993 года.

## Достопримечательности
- д. 7 — Бывший дом Канаки
- д. 9 — Бывший дом Штейнберга
- д. 12 — Бывший дом Константиновського
- д. 14 — Бывший дом Ремера
- д. 17 — Бывший дом Гуровича
- д. 20 — Бывший доходный дом Маврокордато
- д. 21 — Бывший доходный дом Маврокордато
- д. 22 — Бывший доходный дом Аглицкого
- д. 23 — Бывший дом Ржевуссой
- д. 25 — Бывший доходный дом Маврокордато
- д. 26 — (архитектор А. И. Бернардацци)
- д. 30 — Дом Цезаря Гинанда (1897, архитектор В. М. Кабиольский)
- д. 32 — Дом жилой
- д. 35 — Бывший дом Скулич
- д. 36 — Бывший дом Гершенкопа
- д. 37 — Дом жилой
- д. 42/5 — Бывшая гостиница «Версаль»
- д. 43/8 — Дом жилой
- д. 45 — Бывший доходный дом Юрьевича
- д. 46/9 — Бывший дом Анатра
- д. 48 — Русский театр
- д.48а — бывший Дом литературы и искусства, ныне Одесский театр юного зрителя
- д. 50 — Комплекс домов литературно-артистического товарищества

## Известные жители
Во флигеле дома № 12 (не сохранился) жил в детские годы известный в будущем советский писатель Юрий Олеша (1899—1960).